# ハーツエージェントプロモーション
株式会社ハーツエージェントプロモーションは、福岡県福岡市に本社を置く旅行会社。主に企業向け出張手配やハイヤー（送迎サービス）に特化した事業を手がける。

## 沿革
- 1996年3月 - 戸島匡宣が個人事業「戸島企画」創業
- 2003年3月 - 法人化し「株式会社ハーツエージェントプロモーション」設立
- 2015年11月 - 事業統括会社となる株式会社HEARTSを設立
- 2016年8月 - 福岡アイランドシティ特定目的会社を設立
- 2016年10月 - ロイヤルホリデーから子会社のロイヤルバス事業を譲受し、株式会社ロイヤルバスと業務資本提携

## HEARTSグループ
- 日中友好旅行社（中国・台湾からの訪日旅行手配を主とした旅行業、2018年に資本提携）
- ハーツハイヤー（ハイヤー・貸切バス事業）
- ロイヤルバス（貸切バス・高速バス事業）
- 明星タクシー（タクシー事業、2020年に資本提携）
- HEARTSリージョナルディベロップメント（資産運用事業）
- HEARTSホテル＆リゾーツ（カプセルホテル等事業）
- 株式会社ハーツレジデンス（学生寮・社員寮運営）
- 福岡アイランドシティ特定目的会社（福岡アイランドシティセンター地区開発事業を担う特定目的会社。複合商業施設「island eye」の運営はジョーンズ・ラング・ラサールとやずやに委託[1][2]）
- えびす交通（貸切バス事業）